# 贝林 (奥伦塞省)
贝林，是西班牙加利西亚自治区奥伦塞省的一个市镇。总面积94平方公里，总人口12917人（2001年），人口密度137人/平方公里。